# Alana Grace
Alana Grace es una cantante, compositora, actriz y Filántropa estadounidense de rock alternativo y pop rock,  conocida por su canción "Black Roses Red"  que aparece como parte de la banda sonora de la película Sisterhood of the Traveling Pants. Alana lanzó su primer álbum de estudio el 27 de febrero de 2007 titulado "Break the Silence", su segundo álbum de estudio With One Word lo lanzó en abril de 2009, los dos álbumes los lanzó bajo el sello discográfico de Fragile Heart Records, en 2007 y 2009 respectivamente, también ha participado como actriz en diferentes películas y programas de televisión. Es también conocida por su labor en obras de caridad en donde ha estado activa desde muy temprana edad.

## Biografía
Alana Grace nació el 20 de diciembre de 1987, en Los Ángeles, California, pero cuando tenía 6 años de edad se mudó con su familia a Nashville, Tennessee. La música ha sido una tradición en su familia, ya su padre y su abuelo habían trabajado como intérpretes, la música se había vuelto algo primordial en su crianza. En Nashville, asistió a una escuela de niñas llamada Harpeth Hall que tenía una clientela nacional y un fuerte programa de artes escénicas, contando con Amy Grant y  Reese Witherspoon  entre sus alumnas.
En 2002, a la edad de 14 años fue una de las finalistas seleccionada por profesionales de la industria de la música en la segunda edición anual del Nashville Grammy Showcase, organizado por el capítulo de Nashville de la Academia Nacional de Grabación de Artes y Ciencias (NARAS).
Grace es una artista versátil y una gran cantautora que también ha estudiado danza y ha actuado en varias producciones de televisión, incluyendo una película de NBC de la semana y también en varios especiales de la televisión, entre ellos un TNN Entertainment Special.

## Carrera artística
La música de Grace tiene una producción de Rock con melodías Pop, sus canciones hablan de las experiencias básicas de las emociones humanas, a veces sus canciones son calmantes y en otras ocasiones son pesadas por lo que ha dicho: "solo tienen que tomar mi música canción por canción". Black Roses Red, una de los sencillos de su primer álbum le trajo muchas oportunidades a Grace, sirvió como parte de la banda sonora de la película Sisterhood of the Traveling Pants además también le dio otras oportunidades en el mundo de la actuación como actuar en The Today Show.
A menudo ha sido llamada la próxima Alanis Morissette de la cual Grace es gran fan por lo que ama que la comparen con ella aunque todavía tiene mucho camino por recorrer. En sus letras siempre es cruda y honesta sus canciones pueden ser realmente Rock alternativo o Pop, sus mayores influencias son Styx, Queen, Aerosmith, Laura Nyro y Joni Mitchell, en su último disco se influenció fuertemente por U2 y Coldplay. Otros trabajos que ha hecho es haber participado en el festival Vans Warped Tour junto a otras celebridades como Paramore, Katy Perry y Joan Jett.

### Break the Silence
El 1 de junio de 2005 Alana interpretó su canción "Black Roses Red" en The Today Show en NBC. Hasta la fecha ha lanzado dos álbumes de estudio bajo el sello Fragile Heart Records, "Brek The Silence" fue el álbum debut de Grace, el álbum fue puesto en libertad el 27 de febrero de 2007, contiene 13 canciones y en su mayoría escritas por la misma Grace, entre las canciones que más destacan del álbum fue "Black Roses Red" que sirvió como parte de la banda sonora de la película Sisterhood of the Traveling Pants, entre otras canciones del álbum que también destacaron fueron "Paranoid", "The Other Side", "Bad Little Girl" y "Domino". El álbum fue grabado en Nashville, Tennessee y Los Ángeles, California y tiene una duración de aproximadamente 47:08 minutos maxime, contó con estilos musicales muy variados que abarcan desde el rock alternativo, rock progresivo, algunas canciones pop y balada.

### With One Word
With one Word en español "con una sola palabra" fue el segundo álbum de estudio de Grace después de casi dos años sin publicar ni grabar nada, este álbum fue lanzado a mediados de 2009, el 10 de abril y fue producido por Nick Brophy que ya había trabajado con Avril Lavigne, Dwight Baker que ya había producido para Kelly Clarkson y Mike Greene que ya había producido para Paramore y Good Charlotte, este álbum incluía algunas pistas de su trabajo anterior Break The Silence incluyendo su mayor éxito "Black Roses Red". El álbum contó con 11 temas algunos de las canciones de su álbum anterior, fue grabado en Nashville, Tennessee y Los Ángeles, California y contó con una duración de 41:48 aproximadamente y este álbum contó con un estilo musical similar al álbum anterior solo que con un estilo más pop y electrisante, entre las canciones que más destacaron del álbum fueron "Mess Of You", "Obssession" y "Breaking". Alana Grace se unió al Vans Warped Tour después de la publicación de With One Word.
En marzo de 2010, una nueva canción de Alana Grace, "7 Mes Itch", de su próximo tercer álbum se estrenó en su página web oficial de streaming. La canción contiene más de una sensación de rock, menos electrónica o pop que sus canciones anteriores, que es como su próximo álbum va a ser según Grace.
Actualmente Grace es la vocalista de la banda This Is She antes conocido como TOY. This Is She es la historia que remonta al Warped Tour 2009, cuando el proyecto en solitario a principios de Alana Grace estaba tocando las mismas etapas de After Midnight Project que incluía como miembros a Ryan Folden (batería) y Christian Paul Meadows (guitarra). Grace se encontró en la necesidad de una banda completa en 2011 y enlisto a Folden y Meadows tras la disolución después de la After Midnight Project.

## Filantropía
Alana Grace también ha sido reconocida por su participación en obras benéficas y caritativas es algo que siempre le ha gustado hacer, ayudar a las personas. Desde la edad de 12 años, Grace ha estado activa en el apoyo a la red del milagro de los niños, que hace la recaudación de fondos para los hospitales de niños, como a través de la celebración de difusión, un evento de recaudación de fondos televisiva en la que Grace ha asistido. Grace dijo para Embroce You:“Estos chicos me han dado la importancia de nunca darnos por vencidos y son una de las personas más fuertes que he conocido en mi vida“. En otras actividades benéficas incluyen los del “Grand Slam for Children“ y del “James Redford Institute for Transplant Awareness“. Alana estudió formación vocal con Brett Manning.

## Discografía

### Álbumes de estudio
- Break the Silence (2007)
- With One Word (2009)
- Nobody Is Ok (formando parte de This Is She) (2012)

### Videos musicales
- "The Other Side"
- "Black Roses Red"
- "Obsession"

## Filmografía

### Cine
| Año  | Película                 | Personaje     |
| ---- | ------------------------ | ------------- |
| 2019 | The Strangers We Know    | Rebecca       |
| 2018 | Stupid Atomic Winter     | Louise        |
| 2017 | Ben Comes Out            | Lucy          |
| 2015 | Viced                    | Rya Delaney   |
| 2015 | Happiest Birthday        | Julie         |
| 2015 | Life in color            | Famale Comic  |
| 2014 | Use only as Directed     | Brenda        |
| 2013 | The Third Wheel          | Gabrielle     |
| 2013 | Space Warriors           | Newscaster #4 |
| 2010 | Country Strong           | Ginny         |
| 1997 | Vacaciones en tu corazón | Young Child   |

### Televisión
| Año  | Serie/programa       | Personaje                           |
| ---- | -------------------- | ----------------------------------- |
| 2019 | Jane the Virgin      | Chartreuse                          |
| 2015 | Directions from Here | Erika                               |
| 2013 | Bus stop monologues  | Alana Grace/conductora/Monologuista |
| 2012 | Mulatschag           | Ella misma                          |
| 2009 | American Thunder     | Ella misma                          |

### Producciones
| Año  | Trabajo           | Notas                |
| ---- | ----------------- | -------------------- |
| 2015 | Happiest Birthday | Productora ejecutiva |
| 2013 | The Third Wheel   | Productora asociada  |